# Alexia Fast
Alexia Fast, född 12 september 1992 i Vancouver, British Columbia, Kanada, är en kanadensisk skådespelerska. 
Alexia Fast är bland annat känd för rollen som Charlotte Halsted i Repeaters och Sandy i Jack Reacher. Hon har vunnit två Leo Awards.